# Bulbophyllum aureolabellum
Bulbophyllum aureolabellum é uma espécie de orquídea (família Orchidaceae) pertencente ao gênero Bulbophyllum. Foi descrita por T.P.Lin em 1975.